# William Burnside

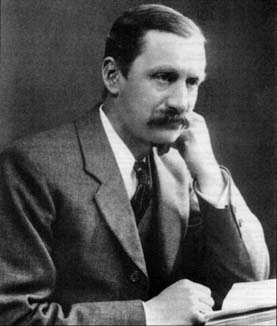
William Burnside

William Burnside, (ur. 2 lipca 1852 w Londynie, zm. 21 sierpnia 1927 w Cotleigh w Anglii) – angielski matematyk, najbardziej znany jako jeden z pionierów teorii grup skończonych.

## Życiorys
Jego rodzicami byli William Burnside i Emma Knight. Wykształcenie zdobył na Uniwersytecie Cambridge - początkowo studiował w St John’s College, by ostatecznie przenieść się do  Pembroke College  . Wykładał na Cambridge przez 10 lat, później został mianowany profesorem matematyki na Royal Naval College w Greenwich. Chociaż nie należało ono do głównego brytyjskiego centrum badań matematycznych, Burnside prowadził aktywne badania, opublikował ponad 150 prac w swojej karierze z czego około 50 dotyczyło teorii grup. 
Wkrótce po objęciu stanowiska w Greenwich, 25 grudnia 1886 r. Burnside ożenił się z Alexandriną Urquhart. Mieli dwóch synów i trzy córki.
W 1897 roku opublikowano klasyczną pracę Burnside’a Theory of Groups of Finite Order. Druga edycja, opublikowana w 1911, była przez wiele dekad podstawową pracą w tej dziedzinie i jest użyteczna do dziś.